# ダーホード

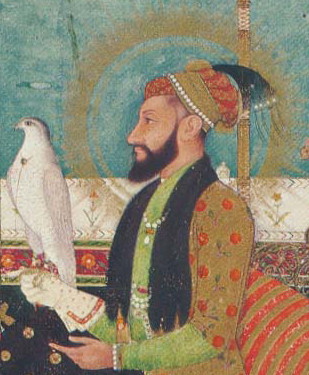
アウラングゼーブ

ダーホード（英語：Dahod）は、インド西部のグジャラート州、ダーホード県の都市。ムガル帝国の第6代皇帝アウラングゼーブ生誕の地でもある。

## 歴史
1618年11月3日、ムガル帝国の第6代皇帝アウラングゼーブが、同国第5代皇帝シャー・ジャハーンとその妃ムムターズ・マハルとの間に誕生した。

## 地理
- アフマダーバードから150km
- ヴァドーダラーから200 km